# Кокошко, Роман Владимирович
Роман Владимирович Кокошко (укр. Роман Володимирович Кокошко; род. 16 августа 1996, Одесская область) — украинский толкатель ядра. Мастер спорта Украины международного класса. Участник Олимпийских игр 2024 года.

## Биография
Родился в Одесской области. Начал заниматься лёгкой атлетикой в студенческие годы в Винницком государственном педагогическом университете по предложению Татьяны Николаевны Дидык, хотя первоначально пробовал свои силы в пауэрлифтинге. Тренировался в одесском «Динамо» под руководством тренера Владимира Зинченко.
Чемпион Украины 2019 года (19 метров 70 сантиметров)
Бронзовый призёр чемпионата Украины по легкой атлетике в помещении 2020 года (18,38 метра).
В 2022 году становился победителем турниров Athlé Urban X’périence в Салон-де-Провансе (20,61 метра) и Citius Meeting в Берне (19 м 94 см). В июне 2022 года победил на соревнованиях в Андухаре и установил свой личный рекорд — 20,71 метра.
На чемпионате Европы по лёгкой атлетике в помещении 2023 года в Стамбуле 26-летний Кокошко завоевал бронзу, получив первую для Украины медаль в толкании ядра с 1994 года, а также установил новый национальный рекорд — 21,84 метра, улучшив показатель на 1 сантиметр.
Дважды участвовал в чемпионатах мира — в 2022 году в Юджине (США) и 2023 году в Будапеште (Венгрия), где оставался без призовых мест. По итогам января 2023 года был признан лучшим легкоатлетом месяца на Украине. В феврале 2024 года получил травму грудной мышцы из-за чего не смог выступить на чемпионате мира в помещении. Реабилитацию проходил во Львове. После травмы вновь вернулся на соревнования в мае того же года на турнире в Альбуфейре (Португалия), где стал победителем (20,45 метра).
На соревнованиях AtleticaGeneve в Швейцарии в июне 2024 года завоевал золотую медаль с результатом 20,46 метра.
По результатам рейтинга прошёл квалификацию для участия в Олимпийских игр 2024 года в Париже. На играх толкнул ядро на 19,36 метра, что не позволило ему пройти квалификацию, где украинец занял 22-е место. После соревнованияй Кокошло заявил, что в его планах вернуться на Украину, сделать операцию, а затем двигаться к результату в 22 метра.

## Турниры
| Год  | Чемпионат                       | Город                | Место    | Результат |
| ---- | ------------------------------- | -------------------- | -------- | --------- |
| 2017 | Кубок Европы                    | Лас-Пальмас, Испания | 7        | 17,08 м   |
| 2017 | Чемпионат Европы среди молодёжи | Быдгощ, Польша       | 18 (кв.) | 17,35 м   |
| 2018 | Кубок Европы                    | Лейрия, Португалия   | 6        | 18,00 м   |
| 2019 | Универсиада                     | Неаполь, Италия      | 17 (кв.) | 17,49 м   |
| 2022 | Кубок Европы                    | Лейрия, Португалия   | 4        | 20,49 м   |
| 2022 | Чемпионат мира                  | Юджин, США           | 15 (кв.) | 20,02 м   |
| 2022 | Чемпионат Европы                | Мюнхен, Германия     | 13 (кв.) | 19,86 м   |
| 2023 | Чемпионат Европы в помещении    | Стамбул, Турция      | 3        | 21,84 м   |
| 2023 | Кубок Европы                    | Лейрия, Португалия   | 1        | 21,52 м   |
| 2023 | Чемпионат мира                  | Будапешт, Венгрия    | 29 (кв.) | 19,17 м   |
| 2024 | Чемпионат Европы                | Рим, Италия          | 16 (кв.) | 19,41 м   |
| 2024 | Олимпийские игры                | Париж, Франция       | 22 (кв.) | 19,36 м   |